# COVID-19-Pandemie in Dänemark

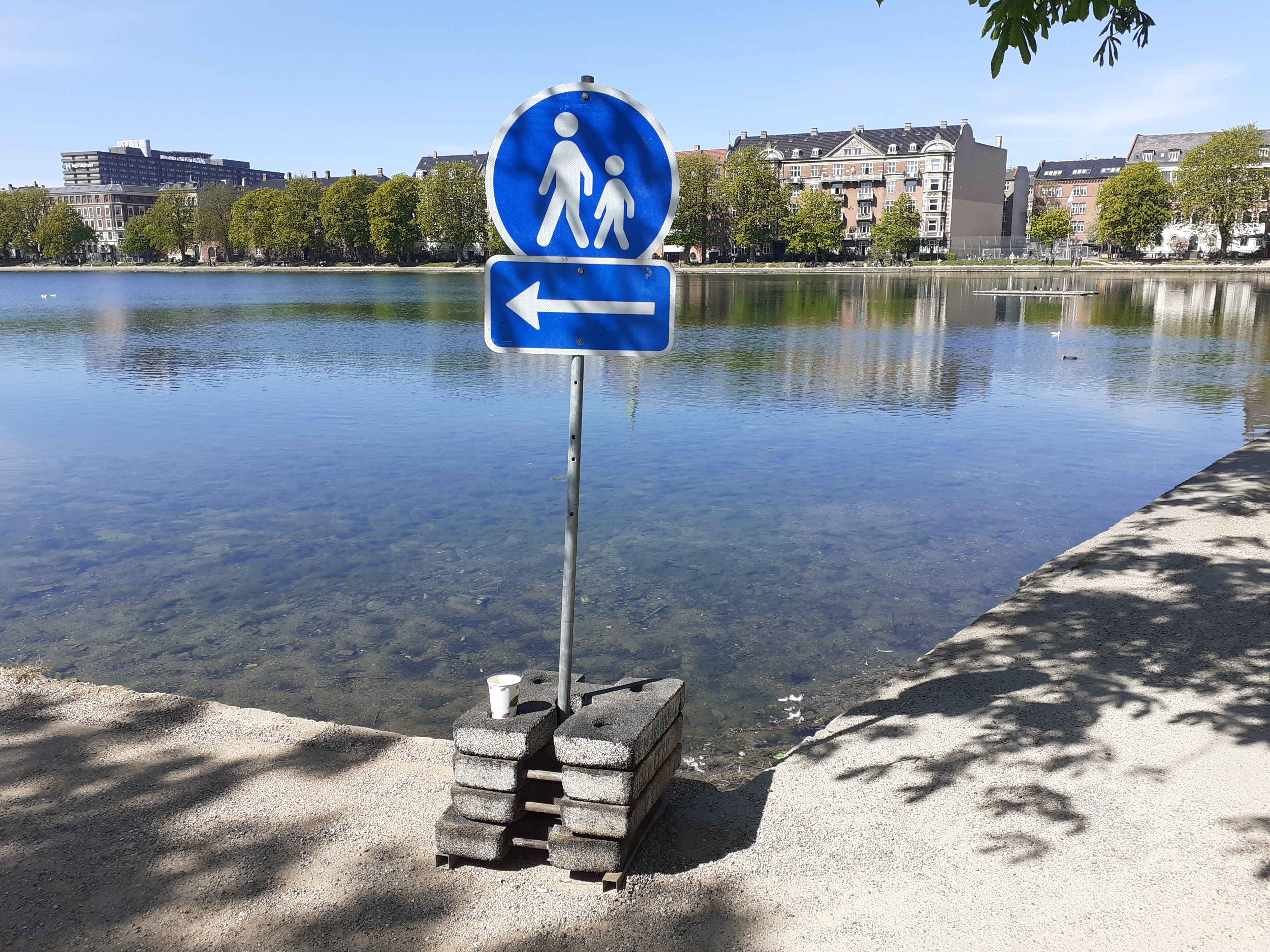
Einbahngehweg in Kopenhagen

Die COVID-19-Pandemie in Dänemark tritt als regionales Teilgeschehen der weltweiten COVID-19-Pandemie auf. Diese wird von dem Ende 2019 neu aufgetretenen SARS-CoV-2-Virus aus der Familie der Coronaviren verursacht. Die COVID-Pandemie hat sich 2020 von China ausgehend weltweit ausgebreitet.
Am 27. Februar 2020 wurde der erste Fall in Dänemark bekanntgegeben. Die dänische Regierung sprach am 2. März erstmals von einer Epidemie und ordnete am 11. März 2020 die Schließung von Schulen und weiteren öffentlichen Einrichtungen an. Ab dem 15. April wurden diese Maßnahmen wieder gelockert. Im Herbst 2020 wurden sie wie in vielen Ländern erneut wieder verschärft.
Am 10. September 2021 wurden letzte noch bestehende Maßnahmen aufgehoben. Über 73 % aller Dänen waren kurz zuvor voll geimpft.

## Verlauf

### Januar bis Februar 2020
Am 22. Januar 2020 veröffentlichte die dänische Gesundheitsbehörde Sundhedsstyrelsen die Einschätzung, es sei wenig wahrscheinlich, dass die Krankheit nach Dänemark komme. Ab Ende Januar 2020 wurden dänische Staatsbürger aus der stark vom Virus betroffenen chinesischen Provinz Hubei evakuiert. Die Evakuierten wurden vorsorglich unter Quarantäne gestellt und alle negativ auf das Virus getestet.
Der erste Fall wurde am 27. Februar 2020 bekannt gegeben. Es war ein kurz zuvor aus der Lombardei zurückgekehrter Mann. Sundhedsstyrelsen blieb bei der Einschätzung, das Risiko für eine Ausbreitung der Erkrankung sei in Dänemark eher gering. Am 28. Februar 2020 wurde ein weiterer Fall bekannt.

### März 2020
Am 2. März 2020 sprach die Gesundheitsbehörde erstmals von einer Epidemie in Dänemark. Sie mutmaßte, 10 bis 15 Prozent der Bevölkerung würden infiziert werden. Am 10., 11. und 12. März war die Zahl der neu registrierten Infektionen jeweils mehr als doppelt so hoch wie am Vortag. Am 12. März 2020 wurden 615 Fälle genannt.
Am 13. März 2020 starb eine 80-jährige Person in Nordjütland an einem Herzinfarkt und wurde nach dem Tod positiv COVID-getestet. Damit gab es zu diesem Zeitpunkt weiter keinen Todesfall aufgrund des SARS-CoV-2-Erregers in Dänemark. Am 14. März starb eine 81-jährige Person aus Herlev am Coronavirus. Während des Krankenhausaufenthalts waren COVID-Symptome entdeckt worden.
Am 20. März 2020 wurde berichtet, dass 186 Personen aufgrund des Virus im Krankenhaus behandelt werden, 37 von ihnen in einer Intensivstation. Die Todeszahl war auf neun gestiegen.
Laut einem Bericht des Statens Serum Institut (SSI) vom 25. März 2020 wurden damals 526 von 1715 COVID-19-Fällen im Krankenhaus behandelt. Es wurden 34 Todesfälle gemeldet; sie waren im Alter von 50 bis 94 Jahren gestorben (Medianwert 79 Jahre).

### April 2020
Im SSI-Bericht vom 1. April 2020 wurden 3092 bestätigte COVID-19-Fälle aufgeführt. Laut einer Schätzung hatten von den 917 in der achten bis elften Kalenderwoche positiv getesteten Menschen wohl bereits 97 %, also 894 Personen die Krankheit überstanden. Wegen der sich verbessernden Situation kündigte Ministerpräsidentin Mette Frederiksen am 6. April eine allmähliche Lockerung der Maßnahmen an (siehe unten). Im SSI-Tagesbericht vom 7. April wurden 4978 bestätigte Fälle und 203 Todesfälle aufgeführt, wobei geschätzt wurde, dass 1491 von ihnen die Erkrankung überstanden hätten.

### Mai bis August 2020
Im Mai 2020 sanken die Infektionszahlen weiter. Ende Juli stiegen sie wieder
, vor allem in der Stadt Aarhus: dort wurden am 6. August 2020 68 der landesweit 121 neuen Fälle registriert. Als Reaktion darauf wurde in Aarhus der Beginn der Schulzeit für Gymnasien verschoben und eine Pflicht für das Tragen eines Mund-Nasen-Schutz in den öffentlichen Verkehrsmittel erlassen.

### September 2020 bis Januar 2021
Im September und Oktober 2020 stiegen die Fallzahlen jeweils deutlich an (siehe #Statistik). Im November wurden täglich etwa 1000 Neuinfektionen registriert. Mitte Dezember wurden an einigen Tagen je etwa 4000 Neuinfektionen registriert; dann sank die Zahl bis Anfang Februar stark.
Am 7. September 2020 wurden für 18 besonders schwer betroffene Kommunen wieder strengere Regeln eingeführt. Dazu zählten Kopenhagen, Odense und 16 Gemeinden aus der Region Hovedstaden. Dort wurde unter anderem die Grenze für das Versammlungsverbot von 100 auf 50 Personen gesenkt. Am 25. September 2020 wurde vermeldet, dass erstmals über 600 Fälle an einem Tag registriert wurden. Gleichzeitig waren erstmals seit Anfang Juni mehr als 100 COVID-19-Patienten aufgrund ihrer Erkrankung im Krankenhaus.
Die Fallzahlen stiegen im Laufe des Oktobers weiter und am 21. Oktober wurden 760 neue Fälle registriert. Da ein größerer Prozentsatz der Getesteten positiv getestet wurde, nahmen die Behörden an, dass der Anstieg nicht nur auf ein vermehrtes Testen zurückzuführen sei. Während die Zahl der neu positiv Getesteten an die Zahlen aus dem Frühling heranreichte, war die Zahl der COVID-19-Patienten in den Krankenhäusern nun weit geringer. Gesundheitsminister Magnus Heunicke sprach von einer „tatsächlichen zweiten Welle“, Ministerpräsidentin Mette Frederiksen erklärte aufgrund der steigenden Zahlen, "Corona" sei zurück.
Am 27. Dezember 2020 wurden in Dänemark die ersten Menschen gegen COVID-19 geimpft, zunächst vor allem Bewohner von Pflegeheimen und andere ältere Menschen mit einem hohen Risiko.
Am 16. Januar 2021 wurde die südafrikanische COVID-Variante 501.V2 erstmals in Dänemark nachgewiesen. Gesundheitsminister Magnus Heunicke gab am 16. Februar 2021 bekannt, dass die Ausbreitung der Variante VOC-202012/01 darüber entscheiden werde, in welchen Gemeinden Lockerungen der eingeführten Maßnahmen gemacht werden können. Es solle lokal und regional verschiedene Öffnungsstrategien geben. Am 24. Februar 2021 wurde bekannt, dass Teile der Maßnahmen zum 1. März 2021 auslaufen sollen. So durften unter anderem Möbel- und Schuhgeschäfte mit weniger als 5000 m² Fläche erneut öffnen. In Nord- und Westjütland wurden stärkere Lockerungen angekündigt. Dort soll in Grundschulen mit halber Klassenstärke unterrichtet werden dürfen.

### Februar bis März 2021
Im Februar 2021 wurden über 10.000 Neuinfektionen registriert – durchschnittlich etwa 360 pro Tag.
Am 4. März 2021 verkündete Ministerpräsidentin Mette Frederiksen, mit Israel und Österreich einen Forschungs- und Entwicklungsfonds gegründet zu haben. Andere EU-Länder kritisierten dieses Vorgehen. Die dänischen Oppositionsparteien kritisierten unter anderem Frederiksens Reise nach Israel. In Dänemark verbreiteten sich (wie in anderen europäischen Ländern auch) ansteckendere Varianten des COVID-Virus.
Am 22. März 2021 gab die Regierung ihren Fahrplan zur Lockerung der Regeln und zur Wiederöffnung bekannt. Dabei wurde ein digitaler „Coronapass“ eingeführt, auf dem unter anderem der Impfstatus und der letzte Test vermerkt werden soll. Nur Personen, die einen negativen Test oder eine Impfung vorweisen können, sollen Eintritt zu gewissen Dienstleistern bekommen.

### April bis September 2021
Am 6. April startete die erste Phase der Aufhebung von Restriktionen und für Schüler bis zur achten Klasse wurde wieder Präsenzunterricht ermöglicht. Nachdem am 11. März 2021 die Verwendung des Impfstoffes AZD1222 von AstraZeneca pausiert wurde, wurde am 14. April 2021 die dauerhafte Einstellung bekannt gegeben. Als Begründung führten sie Hinweise auf schwere Nebenwirkungen an. Am 16. April 2021 wurde eine ab dem 21. April gültige weitere Lockerung der Maßnahmen verkündet. So wurde etwa die Erlaubnis gegeben, Restaurants wieder zu öffnen und es wurde eine begrenzte Anzahl an Zuschauern bei Fußballspielen erlaubt. Für den Eintritt zu den Stadien muss der Coronapass vorgezeigt werden. Als weitere Lockerung wurde die Grenze für ein Versammlungsverbot im Inneren von fünf auf zehn angehoben. Der Plan sah vor, ab 1. August 2021 keine Obergrenze für Anwesende bei Versammlungen zu haben.
Ende August 2021 kündigte das Gesundheitsministerium an, dass man COVID-19 angesichts der hohen Impfquote nicht mehr als Bedrohung für die Gesellschaft ansehe und daher die Beschränkungen mit Wirkung zum 10. September 2021 weitgehend aufgehoben werden. Die Regierung werde rasch handeln, falls erneut wesentliche Bereiche des gesellschaftlichen Zusammenlebens bedroht würden. In der Folge wurden am 10. September 2021 alle Beschränkungen aufgehoben.

### Oktober bis Ende 2021
Seit Oktober steigt die Zahl der Neuinfektionen stark an (siehe #Statistik).
Am 4. November 2021 meldete das Statens Serum Institut den bis dahin höchsten Tageswert an Corona-Neuinfektionen des laufenden Jahres. Die Gesundheitsbehörde Sundhedsstyrelsen warnte daraufhin vor einer Überlastung von Krankenhäusern im Dezember 2021 und Januar 2021. Nachdem die dänischen Behörden am 8. November 2021 den fünften Tag in Folge mehr als 2000 Neuinfektionen meldeten, gab Ministerpräsidentin Mette Frederiksen am Abend die Wiedereinführung der 3G-Regelung bekannt; Covid-19 wurde erneut als „Bedrohung für die Gesellschaft“ eingestuft.
Die seit Ende November 2021 in Europa grassierende noch ansteckendere Omikron-Variante dominiert etwa seit der dritten Dezemberwoche 2021 das Infektionsgeschehen in Dänemark.
Am 17. Dezember 2021 wurde beschlossen, dass Museen, Theater, Kinos, Zoos, Vergnügungsparks und Veranstaltungslokale ab dem 19. Dezember für vier Wochen schließen müssen. Restaurants können bis 23 Uhr geöffnet bleiben, dürfen aber nach 22 Uhr keinen Alkohol mehr ausschenken.
Ende 2021 betrug die Sieben-Tage-Inzidenz in Dänemark 2045 (innerhalb einer Woche hatten sich also 2 Prozent der dänischen Bevölkerung infiziert). Das war die höchste COVID-Infektionsrate in Europa (in Deutschland lag die Inzidenz um 220).

### Ab Januar 2022
Seit dem 16. Januar 2022 dürfen Museen, Zoos, Vergnügungsparks und andere Einrichtungen wieder öffnen. Kinos, Theater und Konzerthallen dürfen öffnen, allerdings mit einer Obergrenze für Besucher. Vielerorts müssen Besucher einen Mund-Nasen-Schutz tragen und per Corona-Pass belegen, dass sie geimpft, genesen oder negativ getestet sind. Ende Januar 2022 kündigte die Regierung an, alle Beschränkungen aufzuheben; ob dies auch für Tests bei der Einreise gelten soll, blieb zunächst offen.
Mitte Februar 2022 hatte die Infektionswelle ihren Hochpunkt (an einigen Tagen über 50.000 registrierte Neuinfektionen pro Tag); Ende März war sie abgeebbt.
Parallel zur Verbreitung der COVID-Variante BA.5 ist die Zahl der Neuinfektionen im Juni 2022 gestiegen. Dänemark lädt Pflegeheimbewohner ab dem 15. September 2022 zu einer vierten Impfung (= zweiten Boosterimpfung) ein und ab dem 1. Oktober 2022 alle übrigen Menschen im Alter von über 50 Jahren.

## Maßnahmen

### Schließung von Einrichtungen
Ministerpräsidentin Mette Frederiksen verkündete am 11. März umfangreiche Maßnahmen, um die Ausbreitung des Virus einzudämmen. Ab dem 16. März blieben öffentliche Schulen und Universitäten zunächst für zwei Wochen geschlossen. Alle Angestellten im öffentlichen Bereich, die keine kritischen Funktionen innehatten, sollten ab dem 13. März 2020 nicht mehr zur Arbeit erscheinen und falls möglich von zu Hause aus arbeiten. Angestellte in der Privatwirtschaft wurden dazu aufgefordert, wenn möglich von zu Hause aus zu arbeiten oder Urlaub zu machen. Alle öffentlichen Kultureinrichtungen wurden ebenfalls für vorläufig zwei Wochen geschlossen. Des Weiteren wurde angekündigt, dass der Gebrauch von öffentlichen Verkehrsmitteln sinken soll und Besuche in Krankenhäusern und Pflegeheimen eingeschränkt werden. Versammlungen mit über 100 Anwesenden im Inneren von Gebäuden wurden durch ein Eilgesetz verboten.
Am 17. März 2020 folgte ein Beschluss der dänischen Regierung, der Versammlungen im öffentlichen Raum mit über 10 Personen verbot. Auch Einkaufszentren, Sportstätten, Restaurants, Cafés und andere Orte mit nahem Kontakt zwischen den Menschen wurden geschlossen. Für den privaten Raum wurden keine Verbote eingeführt, Ministerpräsidentin Mette Frederiksen forderte allerdings dazu auf, dass man sich auch dort nicht mehr treffen sollte. An die weiter geöffneten Geschäfte wurde die Anforderung gestellt, dass dort ausreichend Platz vorhanden sei und sich die Kunden ihre Hände waschen können. Eine generelle Ausgangssperre bezeichnete Frederiksen zu diesem Zeitpunkt als noch nicht notwendig.
Die Lockerung der Regelung begannen am 15. April 2020. Zunächst wurden Kindergärten und Schulen für die Schüler bis zur fünften Klasse geöffnet. Es folgten am 20. April unter anderem Gerichte, Friseure, Masseure und Fahrschulen. Am 7. Mai 2020 wurde die zweite Phase der aufgehobenen Maßnahmen präsentiert. Ab dem 11. Mai durften Einkaufszentren wieder öffnen, ab dem 18. Mai Restaurants und Cafés. Auch wurde der Unterricht auf Schüler bis zur 10. Klasse ausgeweitet.

### Einschränkung des regulären Krankenhausbetriebs
Am 13. März 2020 wurde von der dänischen Regierung und den Gesundheitsbehörden beschlossen, den allgemeinen Krankenhausbetrieb einzuschränken, um die COVID-19-Patienten priorisieren zu können. Patienten mit Krankheiten, die nicht akut und lebensbedrohlich sind, wurden deshalb während der Epidemie nicht mehr behandelt. Somit sollten einerseits Ansteckungen verhindert werden und das Gesundheitspersonal entlastet werden.

### Grenzschließung

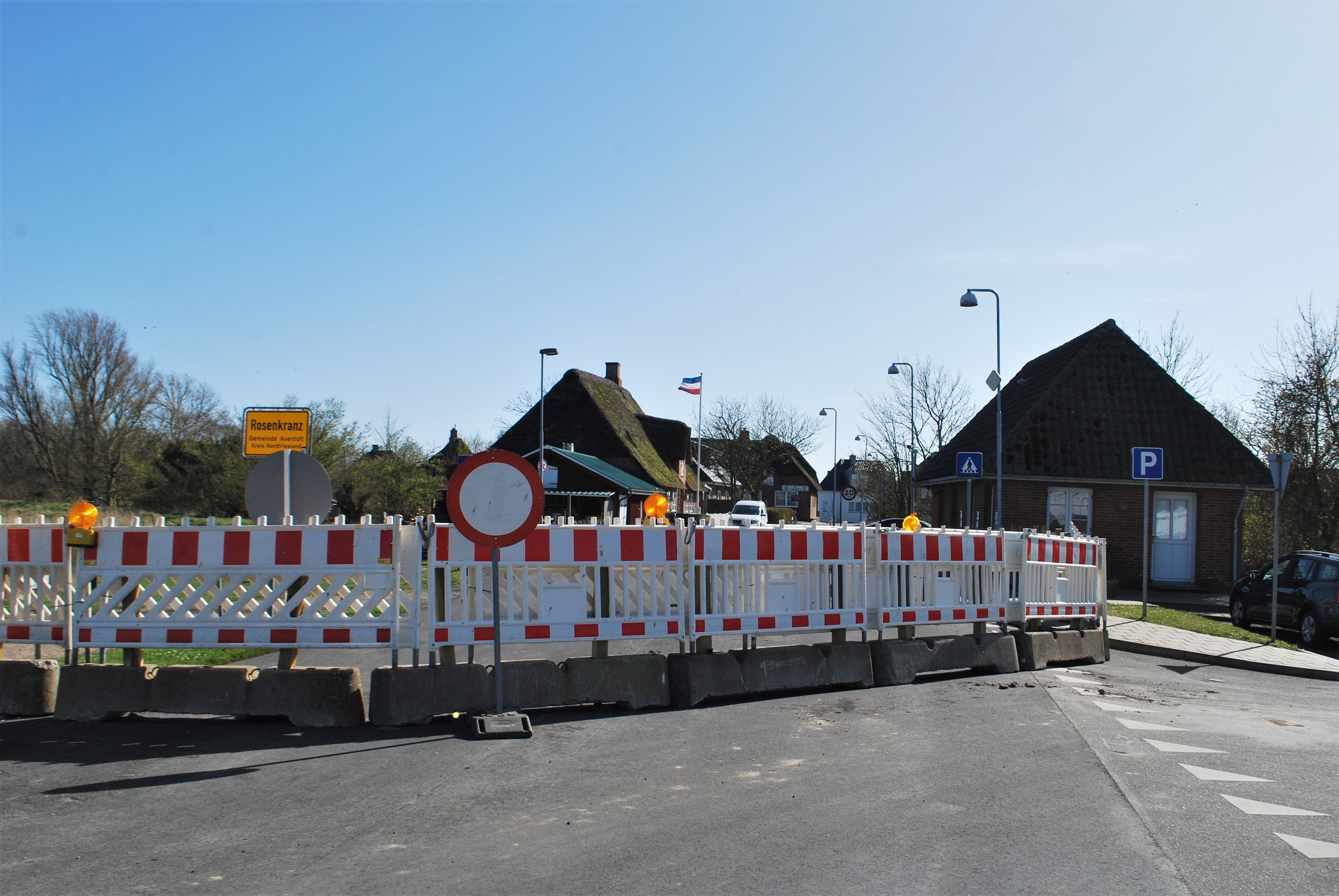
Grenzsperre an der deutsch-dänischen Grenze

Am 13. März 2020 empfahl das Außenministerium unter Minister Jeppe Kofod, auf alle nicht notwendigen Auslandsreisen zu verzichten. Alle sich im Ausland befindenden Dänen, die nicht dauerhaft im Ausland wohnen, forderte es zur Heimkehr auf. Ministerpräsidentin Frederiksen kündigte am gleichen Tag für den 14. März 2020 ab 12 Uhr eine Grenzschließung an. Alle Personen, die keinen triftigen Grund zur Einreise hatten, wurden ab da von der Einreise abgehalten. Der Flug-, Fähr- und Zugverkehr wurde dazu auch eingeschränkt. An den Landesgrenzen wurde das dänische Heer eingesetzt, um die Polizei zu unterstützen. Der Warenverkehr und Pendler wurden durch die Grenzschließung nicht gesetzlich eingeschränkt.
Am 6. Mai 2020 erklärte Frederiksen, dass die Öffnung der Grenzen oder ein Fahrplan dazu keine Priorität darstellten. Der Vorsitzende der konservativen Venstre, Jakob Ellemann-Jensen, forderte hingegen, dass ein Plan für die Grenzsituation ausgearbeitet werden sollte, so dass etwa die Tourismusbranche danach vorgehen kann.
Am 29. Mai 2020 kündigte die Regierung an, dass Norweger, Deutsche und Isländer ab dem 15. Juni wieder einreisen dürfen. Touristen mussten dabei belegen können, dass sie mindestens sechs Übernachtungen außerhalb von Kopenhagen gebucht hatten. Zugleich entfiel die Reisewarnungen für dänische Bürger für Reisen nach Island, Norwegen und Deutschland. Am 18. Juni folgte die Ankündigung, ab dem 27. Juni 2020 auch die Bewohner der Länder der EU, des Schengen-Raums sowie aus Großbritannien in das Land einreisen zu lassen. Auch wurde den Dänen die Ausreise in diese Länder erlaubt. Ausgenommen von den beiden Regelungen wurden Länder mit mehr als 20 Infektionen pro 100.000 Einwohner.
Am 14. August 2020 kam das Nationalparlament Folketing zu dem Schluss, die Sechs-Tage-Regel zu beenden und auch wieder Touristen für kürzere Zeit ins Land reisen zu lassen.
Im Laufe des Monats Oktober 2020 wurden für die Bewohner Dänemarks Reisewarnungen für immer mehr Länder ausgesprochen. Am 22. Oktober 2020 wurde die dänische Grenze erneut für deutsche Touristen geschlossen. Ausgenommen waren lediglich Einwohner Schleswig-Holsteins und Personen, die ein Ferienhaus in Dänemark besitzen.

### Justiz
Inger Støjberg, rechtspolitische Sprecherin der liberal-konservativen Partei Venstre, schlug ein Gesetz vor, nach welchem Kriminalität im Zusammenhang zur COVID-19-Pandemie stärker bestraft werden kann. Es erlaubt, das Strafmaß zu verdoppeln, in einigen Fällen auch zu vervierfachen. Das Gesetz soll sowohl bei Betrugsfällen im Bereich der staatlichen Hilfszahlungen als auch bei Diebstählen von etwa Desinfektionsmittel oder Schutzmasken gelten. Diebstahl aus Krankenhäusern sollte zu Gefängnisstrafen zwischen 10 und 30 Tagen führen. Die Regierung Frederiksen I unterstützte genauso wie die meisten im Nationalparlament Folketing vertretenen Parteien diesen Vorschlag. Einzig die Partei Radikale Venstre sprach sich im Vorfeld dagegen aus.

### Dauer der Maßnahmen
Am 30. März 2020 gab Ministerpräsidentin Mette Frederiksen bekannt, dass die bis zum 13. April vorgeschriebenen Maßnahmen zur Verlangsamung des öffentlichen Lebens möglicherweise nach dem Ablauf dieser Frist allmählich und kontrolliert gelockert werden. Voraussetzung dafür war, dass sich die Fallzahlen positiv entwickeln. Vor dieser Ankündigung hatte es Anzeichen für eine Stabilisierung der Werte gegeben, weshalb auch das zentrale dänische Institut für Gesundheitsforschung, das Statens Serum Institut (SSI), dieses Vorgehen für möglich hielt.
Am 6. April 2020 gab Frederiksen in einer Pressekonferenz den Fahrplan für die Lockerung der Maßnahmen bekannt. Sie kündigte an, dass ab dem 15. April die die Kinderbetreuung sowie die Schule bis zur fünften Klasse wieder stattfinden werde. Die weiteren Maßnahmen wurden bis zum 10. Mai 2020 verlängert, wodurch etwa Universitäten, Kirchen und Einkaufszentren weiter geschlossen blieben. Das Verbot für große Versammlungen, also etwa Märkte oder Festivals soll weiter bis August bestehen.
Am 14. April 2020 erklärte Frederiksen, dass die Eindämmung der Infektionen besser funktionierte als erwartet. Deshalb sei es möglich die Öffnung des Landes schneller vorzunehmen, als zunächst geplant. Am 16. April 2020 gab die Regierung bekannt, dass sich die Parteien darauf geeinigt hätten, Friseure, Masseure, Fahrschulen und Gerichte zum Tagesgeschäft zurückkehren zu lassen. Es war auch eine Erlaubnis für Restaurants und Cafés im Gespräch, davor riet jedoch das Statens Serum Institut ab.
Am 21. April 2020 wurde bekannt, dass Versammlungen von über 500 Personen weiter bis mindestens zum 1. September 2020 verboten bleiben. Das Versammlungsverbot für mehr bis 10 Menschen galt zunächst weiter bis zum 10. Mai 2020. Am 6. August gab das Gesundheitsministerium bekannt, dass die Obergrenze für Veranstaltungen aufgrund steigender Infektionszahlen im ganzen Land nicht auf 200 angehoben wird und bei 100 bleibt. Ab 26. August wurde die Zahl auch im privaten Raum auf 50 gesenkt, nachdem es zuvor zu längeren Infektionsketten ausgehend von größeren Veranstaltungen kam.
Mit dem 26. Oktober 2020 durften sich nicht mehr über zehn Personen an einem Ort versammeln. Zuvor lag die Grenze bei 50 Personen. Außerdem dürfen Kioske und Supermärkte nach 22 Uhr keinen Alkohol mehr verkaufen.
Im April 2021 begann man nach der Einführung des Corona-Pass die Maßnahmen schrittweise zu lockern. So entfiel im Juni 2021 die Maskenpflicht und am 10. September 2021 wurden alle Beschränkungen aufgehoben.

### Maskenpflicht
Außer an Flughäfen bestand in Dänemark lange keine Maskenpflicht. Die Gesundheitsbehörde Sundhedsstyrelsen empfahl am 31. Juli 2020 erstmals den Gebrauch von einem Mund-Nasen-Schutz in gewissen Situationen, wie etwa bei großen Veranstaltungen. Am 22. August 2020 wurde eine Maskenpflicht landesweit in öffentlichen Verkehrsmitteln eingeführt, nachdem diese vereinzelt bereits in einzelnen Städten angewandt wurde.
Für den Zeitraum vom 29. Oktober bis zum 2. Januar 2021 war die Mundschutzpflicht auf alle Räume, die öffentlich zugänglich sind, ausgeweitet worden. Zuvor gab es keine Mundschutzpflicht für Supermärkte, Bibliotheken und Take-Away-Restaurants. Am 14. Juni 2021 entfiel die Maskenpflicht für alle Orte außer in gewissen Situationen im öffentlichen Verkehr.

### App Smittestop
Am 18. Juni 2020 wurde die offizielle COVID-19-App Smittestop (deutsch: Ansteckungsstopp) zum Download bereitgestellt. Zunächst war angedacht, bereits im April 2020 die App zu veröffentlichen. Zu diesem Zeitpunkt wurde jedoch der zentrale Speicheransatz kritisiert und die Entwickler schwenkten auf eine dezentrale Lösung um. Diese sollte mehr Sicherheit für die Daten bieten.

## Kritik

### Kritik an der Kulturministerin
Kultur- und Kirchenministerin Joy Mogensen erhielt für ihre Reaktion auf die Pandemie Kritik sowohl von der Opposition als auch von den Parteien, die die Minderheitsregierung Frederiksen unterstützen. Die kulturpolitische Sprecherin der Radikale Venstre, Zenia Stampe, erklärte, man habe das Vertrauen verloren, dass Mogensen die Problematik richtig und rechtzeitig erkenne und sie so dem Fortbestand des Kulturlebens schade. Mogensen hatte zuvor die Kulturschaffenden lange an andere staatliche Hilfspakete verwiesen, die für Unternehmen eingerichtet wurden. Es formierte sich daraufhin eine Mehrheit im Folketing, welche die Zuständigkeit für das Kulturhilfspaket anderen Ministerien übertragen will. Mogensen legte am 31. März 2020 schließlich ein Hilfspaket für Künstler und nicht-kommunale weiterführende Schulen vor.

### Kritik an Begründung des Shutdowns
Fredriksen gab bei ihrer Ankündigung, das öffentliche Leben weitgehend herunterzufahren, am 11. März 2020 an, dass dies auf Empfehlung der zuständigen Behörden geschehe. Später wurde veröffentlicht, dass der Chef der Sundhedsstyrelsen, Søren Brostrøm, in einer Mail keinen Grund für solche Maßnahmen sah. Er hätte etwa angemerkt, dass die negativen Auswirkungen der Schulschließungen zu groß gegenüber deren positivem Effekt wären.

### Tötung von Nerzen
Anfang Oktober 2020 wurde bekannt gegeben, dass etwa eine Million Nerze gekeult werden müssten. Der Grund war, dass sich teilweise Tiere durch Menschen mit dem Virus infiziert hatten, das laut Genanalysen wahrscheinlich in der beengten Haltung der Zuchtfarmen mutierte, sich verbreitete und anschließend wieder Menschen ansteckte. Die meisten der Züchter, die infizierte Tiere auf ihren Farmen hatten, seien an dem Virus erkrankt. Weil befürchtet wurde, dass somit eine neue Pandemie mit einem gegenüber den bisher in Entwicklung befindlichen Impfstoffen möglicherweise weniger empfindlichen Virus entsteht, ordnete die Regierung am 4. November 2020 an, sämtliche Nerze im Land zu töten. In Dänemark, einem der weltweit größten Produzenten von Nerzfellen, gab es rund 1000 Nerzfarmen mit rund 15 bis 17 Millionen Tieren. Auf mehr als 200 Farmen wurden Corona-Fälle festgestellt, auf 67 Farmen war der Tierbestand bereits getötet. Auch die Niederlande hatten aufgrund von Virusfällen bereits Anfang Juni beschlossen, alle Nerze betroffener Farmen zu töten. Einige Wissenschaftler, wie Emma Hodcroft und Jens Lundgren, forderten zunächst mehr Informationen vom Statens Serum Institut über die Art der neuen Mutation im Spike-Protein von Sars-CoV-2 bei Nerzen. Mutationen von Coronaviren bei Nerzen seien schon oft vorgekommen, ohne solch große Besorgnis auszulösen.
Juristen beanstandeten, dass die angeordnete Tötung von gesunden Nerzen außerhalb des Risikogebiets nicht im Einklang mit der dänischen Gesetzgebung stünde. Ernährungsminister Mogens Jensen erklärte, dass ihm bei der Verkündung der Maßnahme bewusst war, dass die Gesetze noch nicht ausreichten, man jedoch nicht auf die Abstimmung im Nationalparlament Folketing warten wollte. Die Lebensmittelbehörde, die die Nerztierzüchter über die Tötungen informierte, entschuldigte sich schließlich dafür, dass aus ihrem Schreiben nicht klar hervorging, dass nicht alle Nerze getötet werden müssten. Auch Ministerpräsidentin Mette Frederiksen räumte in einer Stellungnahme gegenüber dem Folketing ein, Fehler gemacht zu haben. Am 18. November 2020 gab Jensen seinen Rücktritt bekannt, zugleich wurde berichtet, dass auch sechs weitere Minister wussten, dass der gesetzliche Rahmen für die Anordnung nicht vorhanden war.
Im Juli 2022 bekam Ministerpräsidentin Mette Frederiksen wegen der Tötung der Nerze eine Rüge durch das Parlament, die jedoch keine juristischen Konsequenzen nach sich zog. Eine Untersuchungskommission hatte Frederiksen zuvor vorgeworfen, ihre Aussagen nach der Entscheidung zur Tötung der Nerze seien „grob irreführend“ gewesen. Am 5. Oktober 2022 schrieb Frederiksen auf Druck der linksliberalen Partei Radikale Venstre, die die dänische Minderheitsregierung stützte, Neuwahlen zum 1. November 2022 aus. Die Radikale Venstre machten Frederiksen für die Keulung der Tiere ohne Rechtsgrundlage verantwortlich. Die Partei hatte im Vorfeld mit einem Misstrauensvotum gedroht, wofür sie nach Einschätzung von Beobachtern eine Mehrheit des Parlaments hinter sich hatte.

#### Umweltprobleme als Folge
Gegen Ende November 2020 wurde bekannt, dass es zu Problemen kam, weil tote Tiere durch Verwesungsgase wieder an die Oberfläche gedrückt werden. Betroffen war zu diesem Zeitpunkt ein Militärgebiet in Westjütland. Als vorübergehende Lösung wurde die Aufschichtung zusätzlicher Erde angekündigt. In diesem Zusammenhang tauchte der Begriff „Zombie-Nerze“ auf. Am 20. Dezember 2020 erschien ein Bericht, wonach die dänische Regierung plane, vier Millionen tote Nerze wieder auszugraben und doch zu verbrennen, um eine Verunreinigung des Grundwassers und nahegelegener Seen zu verhindern. Es war vorgesehen, noch sechs Monate zu warten, um ein Infektionsrisiko auszuschließen.
Da es in Dänemark keine Müllverbrennungsanlage gibt, die Erfahrung mit der Verbrennung der Mischung aus Kalk, Salz, Erde und Nerzkadavern hat, begann im Mai 2021 zunächst eine Testphase. Die Hauptphase soll von Ende Mai bis Mitte Juli 2021 gehen. Zusätzlich muss das Erdreich um die vergrabenen Nerze herum abgetragen und ersetzt werden. Erst danach sei mit einem Ende der erheblichen Geruchsbelästigungen für die Anwohner zu rechnen. Ein Mitarbeiter der Umweltbehörde riet von Gartenfeiern ab sowie davon, Wäsche im Freien aufzuhängen oder auch die Fenster geöffnet zu lassen.

### Entwicklung der Pandemie

Bestätigte Infizierte in Dänemark nach Daten der WHO. Oben kumuliert, unten Tageswerte

Bestätigte Todesfälle in Dänemark nach Daten der WHO. Oben kumuliert, unten Tageswerte

## Reaktionen des Auslands
Am 14. März 2020 führte Norwegen eine Quarantänepflicht für alle Personen ein, die sich nach dem 27. Februar 2020 außerhalb von Norwegen, Schweden und Finnland aufgehalten hatten. Zuvor galten auch Island und Dänemark als Aufenthaltsländer, die nicht zur verpflichtenden Quarantäne führten. Am 16. März 2020 beschränkte Deutschland den Grenzverkehr zu Dänemark auf Pendler- und Güterverkehr.